# نوتون تشستر (تشيشير)
نوتون تشستر (بالإنجليزية: Newtown, Chester)‏ هي قرية تقع في المملكة المتحدة في شمال غرب إنجلترا.